# Jacqueline van de Geer
Jaqueline van de Geer (Rotterdam, 1 november 1958) is een Nederlands artiest, en kunstenaar, die sinds 2005 woont en werkt in Montreal, Canada.
Als podiumartiest werkt van de Geer als actrice, danseres, diskjockey, performance kunstenaar en zangeres. Naast Nederland en Canada heeft ze opgetreden in België, Duitsland, Frankrijk, Schotland (Edinburgh Fringe) en Tsjechië. Hiernaast maakt ze werk als etser, tekenaar en collagist.

## Levensloop
Van de Geer is geboren en getogen in Rotterdam. Na het middelbaar onderwijs studeerde ze af aan de Academie voor Theater en Dans in Amsterdam. Begin jaren 80 werd ze actief bij de theatergroep Yaddo, met wie ze in 1983 en 1984 haar eerste optredens had. Naast het theater studeerde Van de Geer van 1989 tot 1993 autonome kunst aan de Academie voor Beeldende Kunsten in Rotterdam, waar ze afstudeerde in grafiek.
Vanaf het begin van De Parade in 1990 was ze betrokken bij dit theaterfestival, waar ze later als dj groovy jack optrad als diskjockey in de Stille disco van Nico Okkerse en Michael Minten. Halverwege de jaren 90 trad ze op als zangeres Didi in Henk en de Bingolettes van de Stichting Bruidssluier. In 1999 speelde ze mee in De moeder van Icarus van De Theatermakers. Dat jaar regisseerde ze voor De Theatermakers ook het stuk Schafttijd, een lunchvoorstelling opgevoerd in het Theater aan het Spui.
In 2005 emigreerde ze naar Montreal, Canada, waar ze sindsdien met grote regelmaat in het theater en elders optreedt. Tussen 2006 en 2018 speelde ze ook enige rollen in films.

## Werk

### Theaterproducties, een selectie
- Het treurig lied van het triest café - Theatergroep Yaddo - 1983-12-01[4]
- Vader - Theatergroep Yaddo - 1984-11-08[14]
- De klucht van de koe, maar niet die van Bredero - De Onderneming - 1986-08-29[15]
- Estafette / Enigma - Lantaren/Venster Producties - 1988-09-27[16]
- Het oorlogsdagboek van Kees de Swart - Lantaren/Venster Producties - 1995-05-03[17][18]
- Petra von Kant! - Stichting Bruidssluier - 1997-12-13[19][20]
- De moeder van Icarus - De Theatermakers - 1999-02-17[21][22]
- Lovin' you - Stichting Bruidssluier - 1999-04-21[23]
- De laarzen van Verkade - De Theatermakers - 2000-01-20[24]

### Video
- La Reine des sacs papiers par Jacqueline van de Geer, 2011[1]